# Eddie Baily
Edward Francis Baily, mais conhecido como Eddie Baily (6 de agosto de 1925 — 13 de outubro de 2010), foi um futebolista inglês. Disputou a Copa do Mundo de 1950, sediada no Brasil.